# Інглвуд (Каліфорнія)
І́нглвуд (англ. Inglewood) — місто (англ. city) в США, в окрузі Лос-Анджелес штату Каліфорнія. Населення — 107 762 особи (2020).
Інглвуд (поряд з Гарденою, Белл-Гарденс, Коммерсом та Хавайан-Гарденсом) є одним з п'яти міст округу, у якому дозволені казино.

## Історія

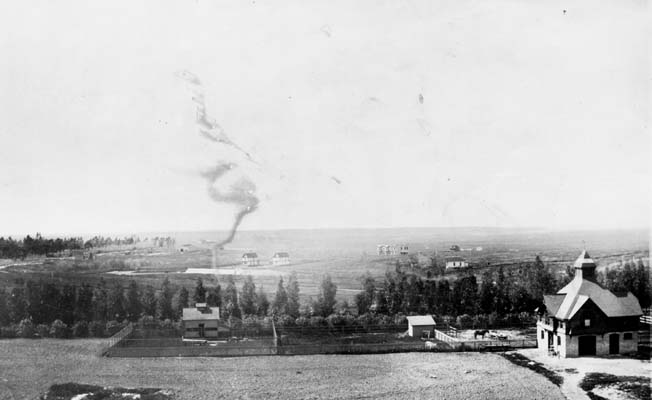
Інглвуд близько 1894

Кладовище Інглвуд-Парк було відкрито в цій місцевості в 1905. Статус міста був отриманий Інглвуд 14 лютого 1908.

## Географія
Інглвуд розташований на південному заході округу Лос-Анджелес за координатами 33°57′22″ пн. ш. 118°20′39″ зх. д. / 33.95611° пн. ш. 118.34417° зх. д. (33.956068, -118.344274). За даними Бюро перепису населення США в 2010 році місто мало площу 23,55 км², з яких 23,49 км² — суходіл та 0,06 км² — водойми.
Висота центру населеного пункту — 40 метрів над рівнем моря.

## Демографія
Згідно з переписом 2010 року, у місті мешкали 109 673 особи в 36 389 домогосподарствах у складі 25 019 родин. Густота населення становила 4657 осіб/км². Було 38429 помешкань (1632/км²).
Расовий склад населення:
| - 43,9 % — чорних або афроамериканців - 23,3 % — білих - 1,4 % — азіатів - 0,7 % — корінних американців - 0,3 % — вихідців з тихоокеанських островів - 26,3 % — осіб інших рас |

До двох чи більше рас належало 4,1 %. Частка іспаномовних становила 50,6 % від усіх жителів.
За віковим діапазоном населення розподілялося таким чином: 26,7 % — особи молодші 18 років, 63,9 % — особи у віці 18—64 років, 9,4 % — особи у віці 65 років та старші. Медіана віку мешканця становила 33,4 року. На 100 осіб жіночої статі у місті припадало 90,6 чоловіків; на 100 жінок у віці від 18 років та старших — 86,8 чоловіків також старших 18 років.
Середній дохід на одне домашнє господарство становив 56 424 долари США (медіана — 42 044), а середній дохід на одну сім'ю — 61 518 доларів (медіана — 45 954). Медіана доходів становила 32 506 доларів для чоловіків та 36 871 долар для жінок. За межею бідності перебувало 22,4 % осіб, у тому числі 32,6 % дітей у віці до 18 років та 14,5 % осіб у віці 65 років та старших.
Цивільне працевлаштоване населення становило 49 624 особи. Основні галузі зайнятості: освіта, охорона здоров'я та соціальна допомога — 20,7 %, мистецтво, розваги та відпочинок — 12,1 %, науковці, спеціалісти, менеджери — 11,6 %, роздрібна торгівля — 11,2 %.

## Уродженці та жителі
- Акаба Джозеф Майкл — вчитель, гідрогеолог та астронавт НАСА
- Бенкс Тайра — американська супермодель, акторка, співачка, продюсерка та телеведуча
- Тернер Біг Джо — американський блюзовий співак, шоумен
- Вілсон Брайан — американський музикант
- Вільямс Естер (1921—2013) — американська плавчиня, акторка та сценаристка

## Міста-побратими
- Бо[7], Сьєрра-Леоне
- Педавена[8], Італія
- Порт-Антоніо[9], Ямайка
- Тіхуана[10], Мексика

## У масовій культурі
- Інглвуд наявний у комп'ютерних іграх серії Grand Theft Auto як частина ігрового світу. В Grand Theft Auto: San Andreas це район Айдлвуд (Idlewood), а в Grand Theft Auto V — район Стробері (Strawberry), у якому між іншим мешкає один з головних героїв, Франклін.